# 史蒂芬·米勒
斯蒂芬·米勒（英語：Stephen Miller；1985年8月23日—）是一位美国政治顾问，現任美國國土安全顧問和白宮副幕僚長，曾担任美国总统唐納·川普的政策高级顾问和白宫演讲撰稿人。他的政治立场被媒體描述为极右翼和反移民。
作为特朗普的演讲撰稿人，米勒帮助特朗普撰写了2017年的就职演说，亦是自特朗普第一次總統任期起的重要顾问。作为一名移民问题强硬派，米勒是特朗普政府施行旅行禁令、减少接收难民人数以及零容忍移民政策的主要设计者。他曾阻止发表内部管理研究报告果表明难民对政府收入产生了净积极影响。据报道，米勒在2019年4月国土安全部长克尔斯滕·尼尔森辞职的过程中发挥了核心作用，他认为尼尔森在移民问题上立场不够强硬。
2024年11月13日，米勒被确认将在特朗普第二次總統任期内担任国土安全顾问兼政策副幕僚长。

## 早年生活
米勒于1985年8月23日出生在加利福尼亚州圣莫尼卡，并在那里长大。米勒是一个犹太家庭的三个孩子中的第二个，父亲是房地产投资者迈克尔·D·米勒，母亲是米丽亚姆（娘家姓格罗瑟）。 他母亲的祖先沃尔夫·利布·格洛泽（Wolf Lieb Glotzer）和他的妻子贝茜从俄罗斯帝国的安托帕爾（位于今天的白俄罗斯）移民到美国为逃避1903-06年俄罗斯帝国的反犹太人屠杀，他的曾祖父母是從俄羅斯帝國（現今白俄羅斯）逃離反猶太人迫害而來到美國的移民。当他的曾祖母1906年抵达美国时，她只会说意第绪语，这是东欧阿什肯纳兹犹太人的语言。
米勒在聖莫尼卡高中就讀時就開始展現出保守派傾向。16歲時，他因批評學校對9/11事件的回應而引起關注，並開始在保守派電台節目中露面。
米勒表示他在阅读了美国全国步枪协会时任首席执行官韦恩·拉皮埃尔所著的反对枪支管制的书《枪支、犯罪和自由》后便成为了一名坚定的保守派。在就读圣莫尼卡高中期间，米勒开始出现在保守派脱口秀电台节目中。米勒习惯于“用有争议的言论激怒他的高中同学”，例如他告诉拉丁裔学生只说英语。2007年，米勒获得杜克大学政治学学士学位。他曾担任杜克大学霍洛维茨学生学术自由组织分会的主席，并为校报撰写保守派专栏。

## 职业
大学毕业后，米勒开始担任国会女议员、茶党共和党人米歇尔·巴赫曼的新闻秘书。2009年初，霍洛维茨帮助米勒在约翰·沙德格手下谋得了一个职位。2009年，米勒开始为阿拉巴马州参议员杰夫·塞申斯工作，后者后来被任命为美国司法部长，他亦升任塞申斯的通讯主管。作为通讯主管，米勒负责撰写塞申斯关于该法案的许多演讲稿。米勒和塞申斯发展了米勒所说的“民族国家民粹主义”，这是对全球化和移民的回应，並影响了唐纳德·特朗普2016年的總統竞选活动。米勒还参与了戴夫·布拉特2014年众议院維吉尼亞州第7選區竞选活动，成功击败了第7選區的共和党多数党领袖埃里克·坎托。 

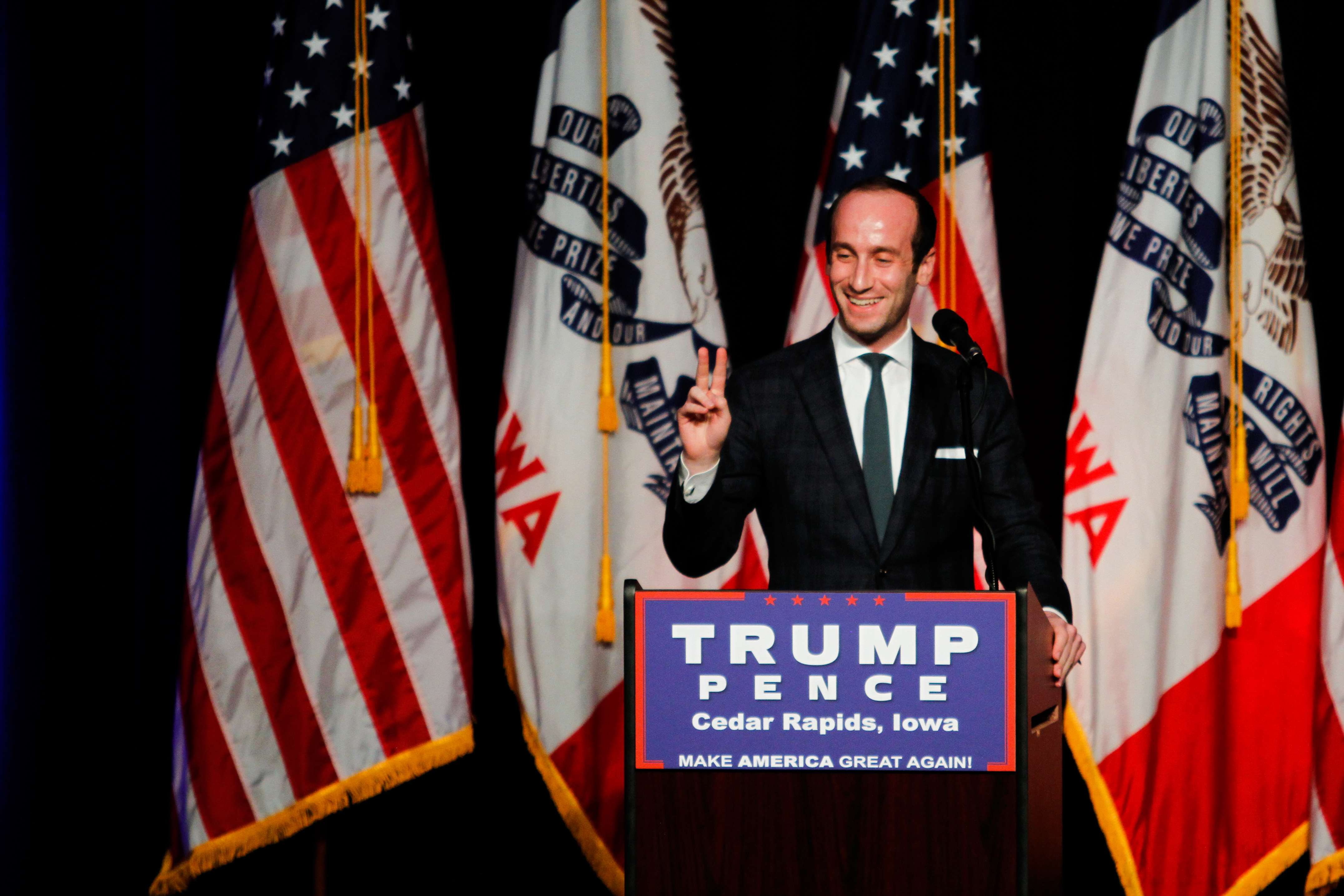
2016年7月28日，米勒出席爱荷华州锡达拉皮兹的特朗普竞选集会

2016年1月，米勒加入特朗普2016年总统竞选活动担任高级政策顾问。米勒亦撰写了特朗普在2016年共和党全国代表大会上的演讲稿。2016年8月，米勒被任命为特朗普经济政策团队负责人。

### 特朗普第一次總統任期
2016年11月，米勒被任命为特朗普过渡团队的国家政策主管。2016年12月13日，过渡团队宣布米勒将在特朗普政府期间担任总统高级顾问。他最初负责制定所有国内政策，但很快就只负责移民政策。自从成为总统三位高级顾问之一以来，米勒一直被视为制定特朗普政府移民政策的顾问。
特朗普总统任期初期，米勒与特朗普的司法部长提名人、参议员杰夫·塞申斯以及特朗普的首席策略师史蒂夫·班农合作，通过行政命令制定政策，限制移民并打击庇护城市。米勒和班农比起立法更喜欢行政命令。米勒和班农参与了第13769号行政命令的制定，该命令旨在限制七个穆斯林国家的公民前往美国旅行和移民，并暂停美国难民接纳计划（USRAP）120天，同时无限期禁止叙利亚人入境美国。米勒被认为是特朗普政府减少美国难民数量的决定背后的推手。
2017年10月，特朗普向国会提交了一份移民改革要求清单，要求在美墨边境修建更多边境墙、增聘1万名美国移民及海关执法局局特工、收紧庇护政策，并停止向庇護城市提供联邦资金，以换取对未成年入境的无证移民采取行动。根据童年入境暂缓遣返政策，这些移民一直受到保护，不会被驱逐出境，直到该政策于一个月前被撤销。据《纽约时报》报道，米勒和塞申斯是提出这些要求的特朗普政府官员之一。

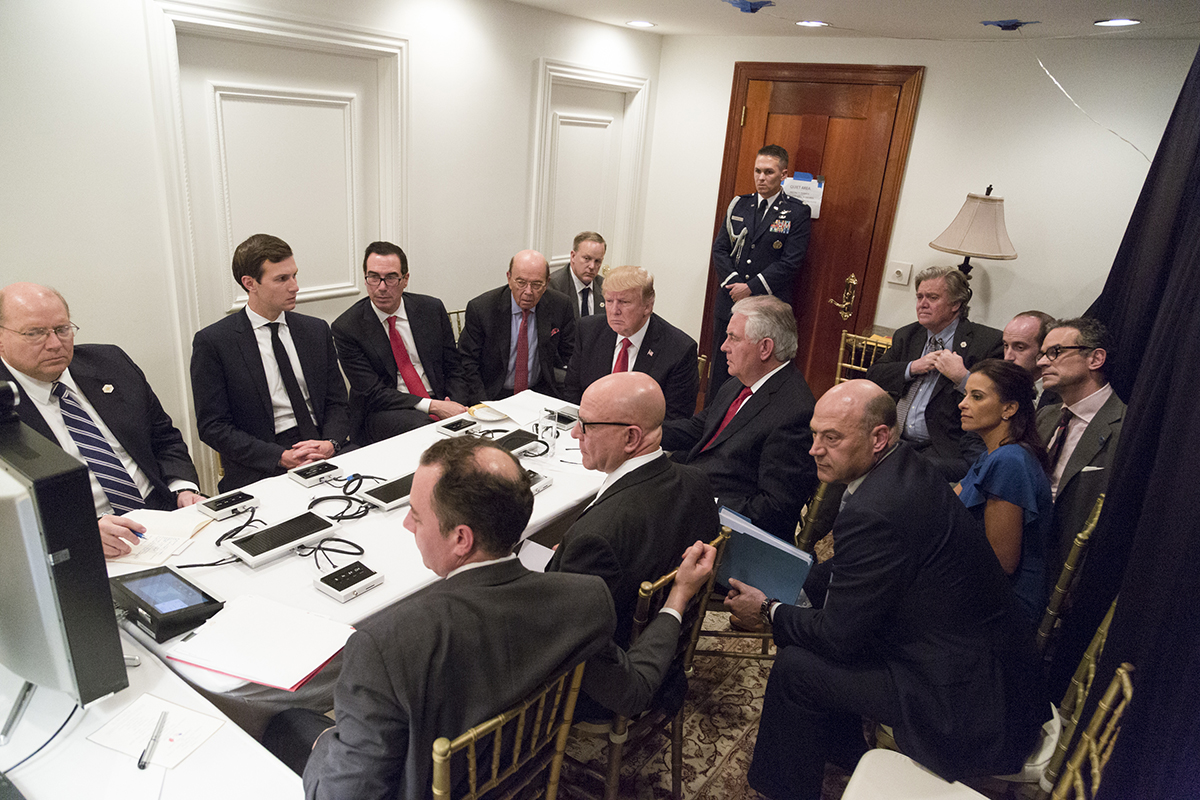
米勒（右二）在2017年4月沙伊拉特打击行动期间

据美国前国防部长马克·埃斯珀在其2022年出版的书《神圣的誓言》中所述，米勒在美軍炸死伊斯兰国领袖阿布·贝克尔·巴格达迪后曾建议“将巴格达迪的头浸入猪血中，并四处游街示众”以警告其他恐怖分子。埃斯珀称米勒的想法是“战争罪”；米勒否认发生过这种事。
据《纽约时报》报道，2020年春季米勒要求国土安全部制定计划，动用美军封锁整个美墨边境。政府官员估计，这一计划将需要部署大约25万军队，占现役军队的一半以上，这将是自内战以来美国在国内最大规模的军事力量部署。据报道，国防部长埃斯珀反对该计划，该计划最终被放弃。

### 特朗普第二次總統任期
2024年11月，美国有线电视新闻网报道称，米勒将在特朗普第二任期内担任副幕僚长。2024年11月13日，特朗普证实了这一点，并宣布米勒将担任国土安全顾问兼副幕僚长。

## 个人生活
2020年2月16日，米勒与副總統通訊主任凱蒂·沃爾德曼结婚。他们有一个女儿，出生于2020年美國總統選舉后不久，两个儿子分别出生于2022年2月和2023年9月。米勒是犹太人。